# گروه فرقان

روزنامهٔ کیهان در ۱۳ اسفند ۱۳۵۸

فرقان نام گروه شبه نظامی مخالف جمهوری اسلامی بود که در سال ۱۳۵۶ تأسیس شد. این گروه طرفدار جامعه بی‌طبقه بود؛ بنابراین مخالف طبقه روحانیت شیعه و سایر طبقات اجتماعی نظیر بازاریان ثروتمند و سیاست‌مداران لیبرال و دین‌ناباروران کمونیست بود. به دنبال ترورهای انجام شده پس از انقلاب ۱۳۵۷ رهبر این گروه اکبر گودرزی در ۱۸ دی ۱۳۵۸ دستگیر شد و ۳ خرداد ۱۳۵۹ به‌همراه شش نفر از طرفدارانش تیرباران شد.
گروه فرقان پس از انقلاب ، تا زمان دستگیری رهبرشان  اکبر گودرزی  ۱۹ ترور سیاسی انجام داده بودند.

## عقاید
مصطفی کتیرایی می‌گوید:
گفتند اینها از نظر فکری طرفدار دکتر شریعتی و در واقع چپ دینی و با روحانیت به‌شدت مخالفند. من خیلی علاقه‌مند شدم که ببینم این اکبر گودرزی کیست، چون شنیدم تفسیر نوشته و تفسیرش را هم به من دادند و خواندیم.
اکبر گودرزی تحت تأثیر اندیشه انقلابی شریعتی تفسیری از قرآن به نام «ایدئولوژی توحیدی» تألیف کرد.بر اساس اندیشه شریعتی، حکومت بی طبقه توحیدی، رکن اساسی جامعه برابر و عادل را در سنت محمد تشکیل می‌دهد. شریعتی مانند سیدابوالاعلی مودودی به اسلام بدون روحانیت معتقد بود. گودرزی متعصب‌تر از شریعتی بود و در سال ۱۳۴۹ گروه فرقان را تأسیس کرد.
یکی دیگر از افرادی که تأثیر مهمی در شکل‌گیری ایدئولوژی گروه فرقان داشت، حبیب‌الله عاشوری، روحانی ناراضی بود.

## رهبر گروه
محمد عطریان‌فر در مورد اکبر گودرزی، رهبر این گروه می‌گوید: «وی جوانی طلبه بود که برخی سرخوردگی‌های تاریخی داشت و به واسطه این سرخوردگی‌ها بود که بعدها هدایت چنان اقداماتی را عهده‌دار شد. گودرزی در سال ۵۸ حدود بیست سال بیشتر نداشت و با این حال به تفسیر قرآن می‌پرداخت و خودش را در مقام مفسر قرآن معرفی می‌کرد و تفسیری انقلابی از قرآن ارائه می‌کرد و آیاتی از قرآن را انتخاب می‌کرد که به کار مبارزه بیاید.»
وی در مورد نحوه دستگیری اعضای این گروه گفت: در پی شناسایی یک خانه تیمی و مشاهده آتشباری شدید از آن معلوم شد که این خانه بایستی اهمیت زیادی داشته باشد. در نهایت پس از درگیری حدود هفتاد نفر از آن خانه دستگیر شدند که رهبر گروه یعنی اکبر گودرزی یکی از آنان بود. از افراد دستگیر شده بیست و پنج نفر اعدام شدند که رهبر گروه یکی از آنان بود.

## ترورها
سید محمدولی قرنی، مرتضی مطهری، محمد مفتح، مهدی عراقی از ترورهای موفق و عبدالکریم موسوی اردبیلی و سید علی خامنه‌ای، اکبر هاشمی رفسنجانی و عباس امیرانتظام از ترورهای ناموفق این گروه بودند.

## اعضا
تعداد آنها ۷۰ نفر ذکر شده است و برخی از این افراد عبارتند از:
اکبر گودرزی، علی حاتمی، عباس عسگری، حسن اقرلو، سعید مرات ، علیرضا شاه بابا بیک تبریزی، امرالله الهی، حسن نوری، محمد نوری، کمال یاسینی، محمد کاشانی، غلامرضا یوسفی، محمد متحدی، مسعود تقی‌زاده، سعید واحد، محسن سیاهپوش، حمید نیکنام، علی اسدی، بهرام تیموری، عبدالرضا رضوانی، امیر فعله نوتاش، غلامعلی کلبعلی.

## بازتولید
علی مطهری در مورد پیدایش افکاری شبیه تفکر فرقان هشدار داد. رضا غلامی با ابداع اصطلاح نوفرقانیسم یاران محمود احمدی‌نژاد را به بازتولید افکار و عقاید گروه فرقان متهم می‌کند، هرچند طرفداران وی این اتهام را ترفندهای سیاسی برای حذف رئیس‌جمهور سابق از فضای سیاسی کشور می‌دانند.